# Yvon Sanquer
Pour les articles homonymes, voir Sanquer.

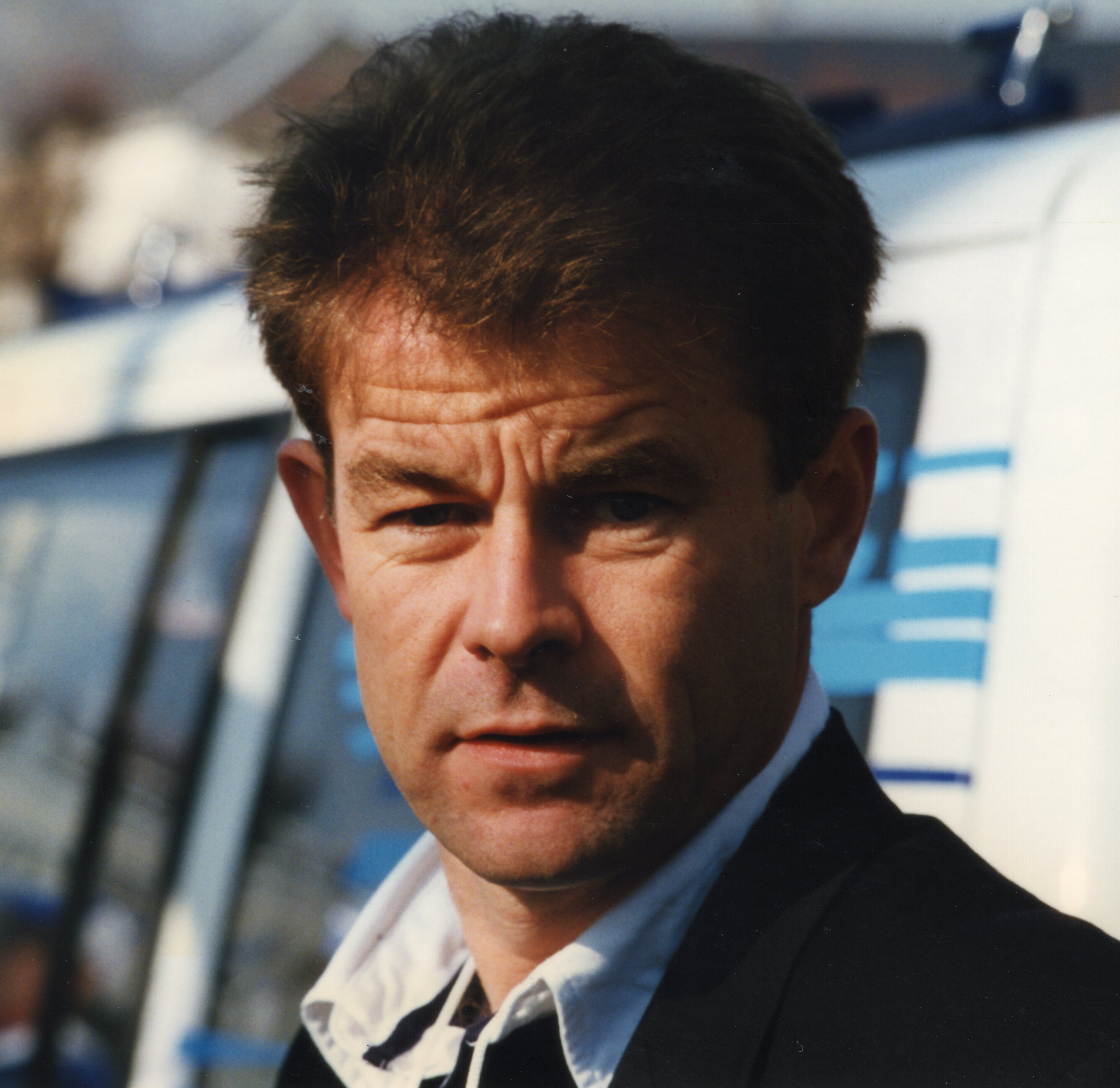
Yvon Sanquer lors du Paris-Nice 1997

Yvon Sanquer, né le 12 mai 1959 à Plougonven (Finistère), est un dirigeant d'équipe cycliste français.

## Biographie
Durant sa jeunesse, Yvon Sanquer pratique le cyclisme, comme ses frères. L'un d'eux, Jean-Jacques, est coureur professionnel de 1969 à 1975. À l'âge de 20 ans, Yvon Sanquer reprend l'exploitation agricole de ses parents.
Il intègre le monde du cyclisme à 27 ans, lorsqu'il se voit proposer d'encadrer des jeunes coureurs par un responsable de l'équipe de France. Il rejoint ensuite l'US Créteil, où il s'occupe d'abord des jeunes, puis occupe les fonctions de directeur sportif de 1990 à 1994. Au début des années 1990, Bruno Roussel l'appelle à le rejoindre à la tête de l'équipe Helvetia.
Yvon Sanquer lance en 1995 l'équipe Mutuelle de Seine-et-Marne, qu'il dirige jusqu'en 1998. De 1999 à 2001, il devient manager de l'équipe Festina, après l'éviction de l'ancienne équipe dirigeante en raison de l'affaire Festina. Il est alors vu par la presse comme « une caution morale ».
À partir de 2002, il occupe des fonctions de chargé de missions notamment pour ASO où il mène une réflexion sur l’organisation du cyclisme professionnel international.
En 2005, il devient directeur de la Ligue nationale de cyclisme. 
En 2010, il devient manager de l'équipe kazakhe Astana, à la suite du départ de Johan Bruyneel à la fin de l'année 2009. À nouveau, la presse voit dans sa nomination la volonté de placer un « monsieur propre » à la tête d'une équipe mouillée par des scandales passés. Cette année-là, Astana remporte le Tour de France grâce à Alberto Contador. Mais Yvon Sanquer n'y reste qu'une saison, étant licencié en fin d'année 2010. Il estime « avoir été mis progressivement à l'écart de la gestion de l'équipe » en cours d'année.
En 2012, appelé par Marc Madiot, Yvon Sanquer participe à Liège-Bastogne-Liège, puis au Tour d'Italie en tant que directeur sportif de la formation FDJ-BigMat. Puis, fin juin, quelques jours avant le départ du Tour de France, il est nommé manager général de l'équipe Cofidis. Le 25 octobre 2017, il est remercié par la formation, faute de résultats probants, et remplacé par Cédric Vasseur.